# 재기동
재기동, 재부팅, 다시시작 또는 리부팅(rebooting)은 컴퓨팅에서 실행 중인 컴퓨터 시스템을 의도적으로, 또는 의도치 않게 재시작하는 과정을 말한다. 재기동에는 시스템의 전력을 물리적으로 차단시킨 다음 다시 기동시키는 콜드(cold)/하드(hard) 방식, 그리고 전원을 중단시키지 않고 시스템을 재시작시키는 웜(warm)/소프트(soft) 방식이 있다.

## 하이버네이션
고급 전원 관리의 도입을 통해 운영 체제는 하드웨어 전원 관리 기능을 더 많이 통제할 수 있게 되었다. ACPI와 더불어 신형 운영 체제들은 각기 다른 전원 상태를 관리하고 잠자기(sleep)하고 하이버네이션(최대 절전 모드)을 할 수 있다.

## 같이 보기
- 부팅
- Control-Alt-Delete
- 리셋 (컴퓨팅)